# Celestina Popa
Celestina Popa född den 12 juli 1970 i Ploiești, Rumänien, är en rumänsk gymnast.
Hon tog OS-silver i lagmångkampen i samband med de olympiska gymnastiktävlingarna 1988 i Seoul.